# 高円寺
高円寺（こうえんじ）は、東京都杉並区にある地名・地区名。地内にある曹洞宗の寺院「宿鳳山高円寺」に由来する。公称町名としては、高円寺駅を中心とするJR中央線北側に高円寺北（こうえんじきた）一丁目から四丁目、南側に高円寺南（こうえんじみなみ）一丁目から五丁目が存在する（いずれも住居表示実施済み区域）。

## 地理
南北では概ね早稲田通りから青梅街道までのエリア。東は中野区中野、西は杉並区阿佐谷に接する。行政上の高円寺は東京都道318号環状七号線（環七通り）の東側にも及んでおり、交通アクセスとしては中野駅の方が近い場所もある。地域内にある桃園川は暗渠化されていて川面は見えず、上部は緑道などになっている。
高円寺駅など駅周辺と幹線道路沿いには店舗が多く、その周辺は住宅街である。一戸建て住宅のほかに家族向けマンション、学生・独身者用のアパートやワンルームマンションも多く、独り暮らしの若者に人気がある。
大規模小売店舗は少なく、後述するように高円寺駅周辺は商店街が発達している。若者向けの衣料品（古着屋）・雑貨店や安価な献立の飲食店、書店・古書店、小さなライブハウスなどが目立ち、特に休日になると多くの若者で賑わう。
新しい店の新陳代謝は激しいものの、戦前からの老舗や古くからの名店も多い。1923年（大正12年）創業の天名家総本店の漉し餡入りの大きめのみたらし団子「お狩場もち」は、江戸幕府三代将軍の徳川家光が鷹狩の途中に「宿鳳山高円寺」へ立ち寄ったという故事を由来にしている。1960年（昭和35年）創業の喫茶店「トリアノン」や、東京の「沖縄料理の老舗」の一つ「抱瓶」、またエスニックブームが到来する以前から存在するインド東南アジア雑貨店「元祖仲屋むげん堂」、東京におけるカフェ文化の先駆けとも言える「Yonchome Cafe」など文化的特徴のある店が存在している。東京メトロ丸ノ内線東高円寺駅近くには、光塩女子学院と高円寺カトリック教会がある。
杉並区の人口統計によると、人口に占める20代-30代の若者の比率が多いとされる杉並区内の中でも高円寺周辺が際立って高くなっており、杉並区内139街区中、高円寺南二丁目が1位、高円寺北三丁目が3位である。
ねじめ正一の『高円寺純情商店街』は当地の雰囲気を綴った小説である。高円寺駅北口にある「高円寺銀座」商店街は、小説刊行後に「高円寺純情商店街」を愛称に採用した。

## 歴史
かつては高円寺村と呼ばれていた。それより以前の江戸時代初期まで当地は「小沢村」と呼ばれていた。江戸幕府三代将軍・徳川家光が鷹狩りでしばしば村内を訪れ、村内にある宿鳳山高円寺を度々休憩に利用した。家光はこの寺院が気に入り、ついには境内に仮御殿が作られるようになった。そのような経緯からやがて寺の名前が有名になり、正保年間の頃には当地の地名が小沢村から寺の名前に因み高円寺村に変更され、これが現在の「高円寺」の地名のルーツになった。

### 高円寺
現在の高円寺は高円寺駅を中心に、住所表記上は高円寺北と高円寺南がある。これは戦後の町名変更に基づくもので、それ以前の高円寺は、宿鳳山高円寺（曹洞宗）を中心に駅の南北共に「高円寺」（旧高円寺村）だった。高円寺と阿佐谷の間には馬橋（旧馬橋村）があり、馬橋が町域変更によって高円寺および阿佐ヶ谷（阿佐谷）に併合された際、南北に町名が分かれた。馬橋三丁目には小林多喜二が1931年（昭和6年）に移り住み、母や弟と共に暮らした。馬橋は小学校名、神社および、バス停留所（都バス・京王バスの西馬橋停留所）の名として残っている。
明治17年には、公爵九条道孝の娘・節子（のちの貞明皇后）が生まれてすぐに高円寺村（現・高円寺北）の農家・大河原家に預けられ、明治21年までここで育った。健康な子に育てるための華族の習わしに則ったもので、他にも石黒忠悳や勝海舟の孫、節子の弟や妹や姪などが幼少期を高円寺村で過ごした。高円寺が選ばれたのは、のどかな農村ながら青梅街道もあり、明治22年には甲武鉄道が中野まで開通するなど、都心からの交通の便もよかったからと見られている。

### 神社
高円寺駅南口にある氷川神社境内に日本で唯一の気象神社がある。1938年（昭和13年）に現高円寺北4丁目（旧馬橋4丁目）に設立された旧陸軍気象部（陸軍気象第三連隊等在駐）構内で、1944年（昭和19年）4月10日に造営・奉祀された。翌1945年（昭和20年）4月13日に空襲で焼失。終戦直後に再建されたが、終戦後「神道指令」により廃棄されるはずのものを、旧陸軍気象部だった人たちが中心となって、連合軍宗教調査局に申請し払い下げをうけて現在の場所に移設されたもの。戦時中は陸軍気象予報担当者が予報が当たるよう毎日お参りをした。旧陸軍気象部はその後気象庁気象研究所となり、現在は茨城県つくば市に移転し、跡地は馬橋公園となっている。また一丁目には高円寺天祖神社がある。

### 治安・風紀対策
2012年（平成14年）、東京都は高円寺北二丁目、三丁目、高円寺南三丁目及び同四丁目を都迷惑防止条例に基づき、客引きやスカウトのみならず、それらを行うために待機する行為なども禁止する区域に指定した。
さらに2019年（令和元年）には同区域を暴力団排除条例に基づき、暴力団排除特別強化地域に指定。地域内では暴力団と飲食店等との間で、みかじめ料のやりとりや便宜供与などが禁止され、違反者は支払った側であっても懲役1年以下または罰金50万円以下の罰則が科されることとなった。

## 高円寺のイベント

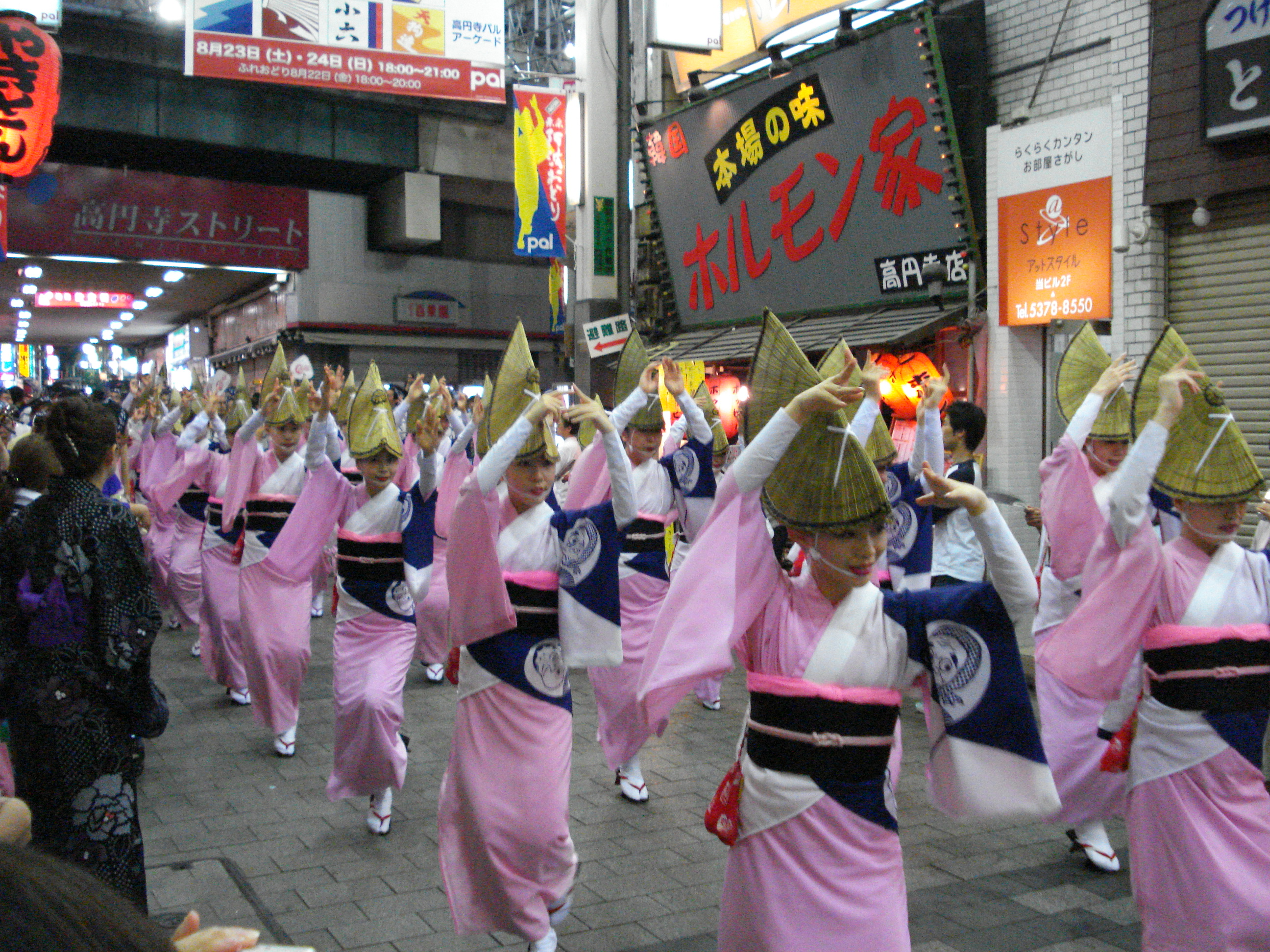
高円寺 阿波おどり

### 高円寺阿波おどり
毎年8月下旬（最終の土曜日・日曜日）に、高円寺駅前の通りなどを舞台に、「東京高円寺阿波おどり」が開催される。
開催年を経るごとに知名度が上がり、現在では阿波踊りの本場である徳島県からも集団参加が見られるなど、遠方からの参加者も多い。見物客は本場徳島の阿波踊りを超える120万人以上とされ、駅構内や周辺の店舗での大規模な混雑を伴う。約1万人の連が次々に踊り歩き、東京の晩夏の風物詩として定着している。

## 主な商店街
高円寺地区には名前が明確な14の商店街がある。
1. 大場通商和会
2. 高円寺庚申通り商店街振興組合
3. 高円寺銀座商店会協同組合（純情商店街）
4. 高円寺あづま通り商店街
5. 高円寺中通商栄会
6. 高円寺北中通り商栄会
7. 高円寺駅西商店会
8. 高円寺パル商店街振興組合
9. 新高円寺通商店街振興組合（ルック商店街）
10. エトアール通り商店会
11. 高円寺南商店会
12. 馬橋商興会
13. 東高円寺駅通り商店会（ニコニコロード）
14. 東高円寺銀座商店会

## 交通
鉄道
- 東日本旅客鉄道（JR東日本）

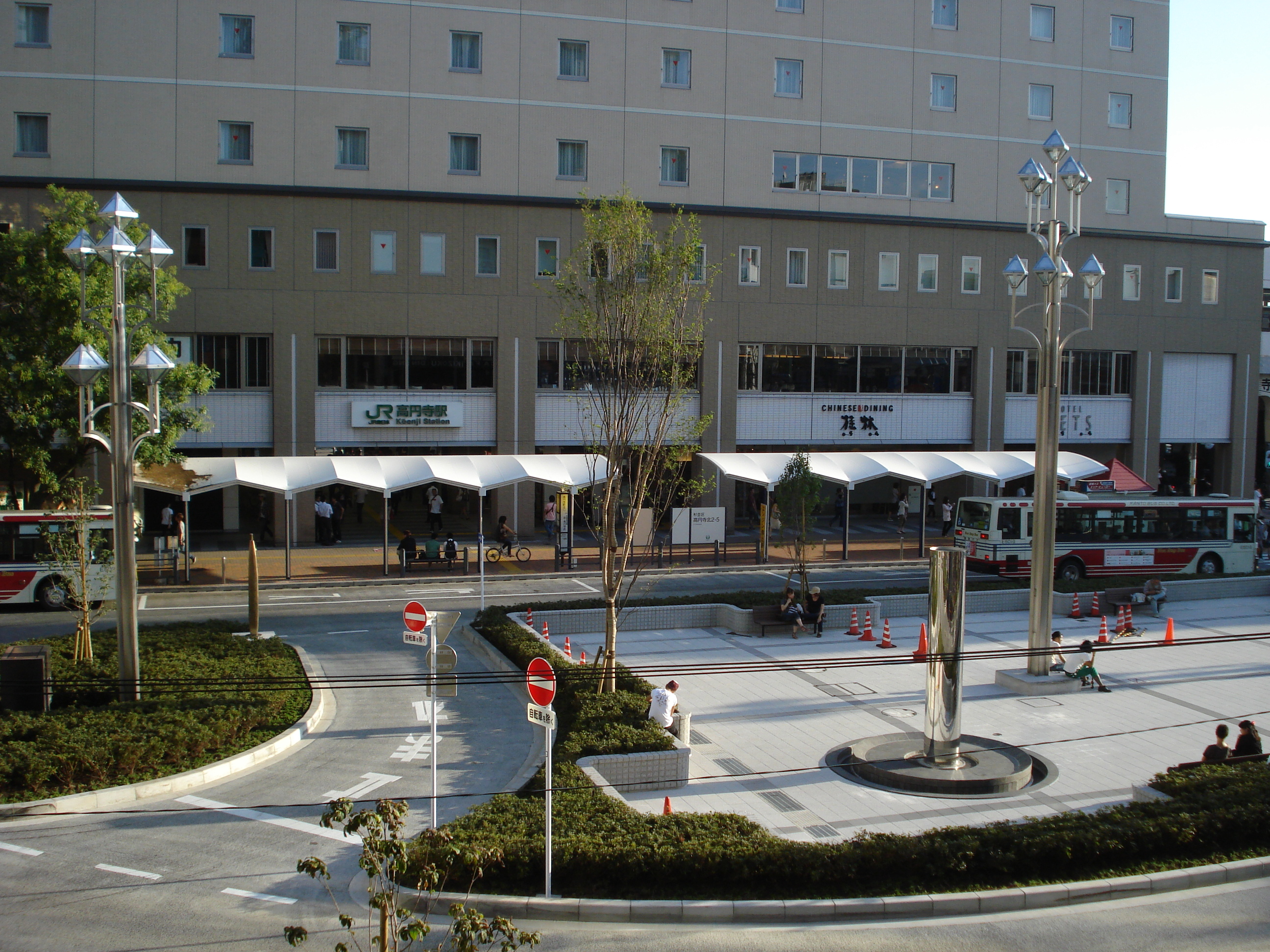
高円寺駅北口前（2009年）

  - 中央線（高円寺駅） - 土曜・休日は各駅停車のみ停車となる。
- 東京地下鉄（東京メトロ）
  - 丸ノ内線（東高円寺駅、新高円寺駅）

道路
- 青梅街道（東京都道・埼玉県道4号東京所沢線）
- 早稲田通り（東京都道・埼玉県道25号飯田橋石神井新座線）
- 環七通り（東京都道318号環状七号線）
- 五日市街道（東京都道7号杉並あきる野線）

## 高円寺が舞台となっている作品
作中では高円寺と明言されていない（単なるロケ地である等）ものを含む。
- テレビ
  - セクシーボイス アンド ロボ（2007年）
  - 流星の絆
  - 同窓生〜人は、三度、恋をする〜（2014年）
  - 家族狩り（2014年）
  - ようこそ、わが家へ（2015年）
  - ゆとりですがなにか（2016年）
- 小説
  - ねじめ正一『高円寺純情商店街』
  - 山崎ナオコーラ『カツラ美容室別室』
  - 村上春樹『1Q84』
  - 大槻ケンヂ『縫製人間ヌイグルマー』
  - 川原礫『アクセル・ワールド』
- ゲームソフト
  - ぼくらのかぞく（PlayStation 2用ソフト） ミレニアムキッチン
  - 高円寺女子サッカー（PlayStation 2用ソフト）2006年4月13日発売 スターフィッシュ・エスディ
  - 高円寺女子サッカー2 〜恋はネバギバ高円寺〜（ニンテンドーDS用ソフト） 2007年10月22日発売 スターフィッシュ・エスディ
- 映画
  - アイデン&ティティ（2003年）
  - 誰も知らない（2004年）
  - ヱヴァンゲリヲン新劇場版:序（2007年）
  - 少年メリケンサック（2009年）
  - 日々の呟き（2009年（平成21年）
  - ヌイグルマーZ（2014年）
  - 劇場（2020年）
- 音楽
  - 吉田拓郎「高円寺」
  - 今陽子「東高円寺」
  - 筋肉少女帯「高円寺心中」
  - 銀杏BOYZ「童貞フォーク少年、高円寺にて爆死寸前」
  - GOING STEADY「銀河鉄道の夜」「佳代」
  - ナガモトヨシキ「高円寺ハイタッチ」
  - andymori「CITY LIGHTS」
  - 平賀さち枝「高円寺にて」
  - かとうれい子「東京夜曲」
  - W（ダブルユー）「乙女の携帯電話の秘密」
  - 中島卓偉「高円寺」
  - ロス・プリモス「さらば高円寺」
  - PEOPLE 1「高円寺にて」
- 漫画
  - 西谷祥子『高円寺あたり』
  - 安童夕馬（原作）・朝基まさし（作画）『シバトラ』
  - 合鴨ひろゆき『アクセル・ワールド』
  - 高橋遠州・ 永松潔『テツぼん』
  - 柴田亜美・ドリームネットPAPA
- ゲーム
  - アイドルマスターシャイニーカラーズ

## 出身者
- 赤坂真理 - 小説家。
- 江口善通 - 写真家。
- 大澤誉志幸 - 歌手。
- 小野二郎 - 英文学者、思想家。
- 金村修 - 写真家。
- 可愛かずみ - 女優。
- 熊谷真実 - 女優。
- 黒井千次 - 小説家。
- 児嶋都 - 漫画家、イラストレーター。
- 三遊亭圓龍 - 落語家。
- 東海林さだお - 漫画家、エッセイスト。
- 生野幸吉 - ドイツ文学者、詩人、小説家。
- 高平哲郎 - 編集者、放送作家、劇作家、演出家。
- 高間賢治 - 撮影監督。
- ねじめ正一 - 詩人、小説家。
- 林家しん平 - 落語家。
- 松田美由紀 - 女優。
- 村田倉夫 - 京成電鉄社長。
- サルゴリラ - お笑いコンビ。

## ゆかりの人物
- 石川浩司(ミュージシャン) - 元在住者
- 冨永愛(ファッションモデル、女優) - 元在住者